# Дейвид Едингс
Дейвид Едингс (на английски: David Eddings) е американски писател на фентъзи и научна фантастика.

## Биография и творчество
Дейвид Едингс е роден в град Спокейн в щата Вашингтон през 1931 г. Син на Джордж Уайн и Теони Едингс. Той завършва с бакалавърска степен колежа „Рийд“ през 1954 г., и с магистърска степен Вашингтонския университет в Сиатъл през 1961 г. В периода 1954 – 1956 г. служи в американската армия.
Неговата първа литературна изява е детективския роман „Горещо преследване“, който излиза през 1973 година. Той започва да пише фентъзи в началото на 80-те години. Част от неговите произведения се обединяват в различни серии като „Белгариад“, „Малореон“ и „Еления“.
Съавтор на Дейвид Едингс във всичките му произведения е съпругата му Лий Едингс, макар официално да е призната за пръв път през 1995 година.

### Цикъл „Белгарат – предистория“ (Belgariad Prequels)
1. Belgarath the Sorcerer (1995) – с Лий Едингс
на бълг. в 2 части: Белгарат-магьосникът, ИК „Пан“ (1998), прев. Ивелин Иванов, ISBN 954-657-180-6 и Гарион, ИК „Пан“ (1998), прев. Анелия Янева, ISBN 954-657-203-9
2. Polgara (1997) – с Лий Едингс
Поулгара-магьосницата, ИК „Пан“ (1999), прев. Анелия Янева

### Цикъл „Белгариад“ (The Belgariad)
1. Pawn of Prophecy (1982)
Пророчеството, изд. „Бард“ (1996), прев. Здравка Евтимова
2. Queen of Sorcery (1982)
Кралица на магиите, изд. „Бард“ (1997), прев. Здравка Евтимова
3. Magician's Gambit (1983)
Магьоснически гамбит, изд. „Бард“ (1997), прев. Здравка Евтимова
4. Castle of Wizardry (1984)
Черната кула, изд. „Бард“ (1998), прев. Анелия Василева
5. Enchanter's End Game (1984)
Последната битка, изд. „Бард“ (1998), прев. Иван Тотоманов

общи издания на български:
- Белгариад, Том първи: Пророчеството, Кралица на магиите, Магьоснически гамбит, изд. „Бард“, прев. Здравка Евтимова
- Белгариад, Том втори: Черната кула. Последната битка, изд. „Бард“, прев. Здравка Евтимова

### Цикъл „Малореон“ (The Malloreon)
1. Guardians of the West (1985) (Пазителите на Запада)
2. King of Murgos (1988) (Кралят на мургите)
Пазителите на Запада; Кралят на мургите, изд. „Бард“ (2000), прев. Здравка Евтимова, ISBN 954-585-163-5
3. Demon Lord of Karanda (1988) (Господарят демон на Каранда)
4. Sorceress of Darshiva (1989) (Магьосницата от Даршива)
Господарят демон на Каранда; Магьосницата от Даршива, изд. „Бард“ (2001), прев. Здравка Евтимова
5. The Seeress of Kell (1991)
Пророчицата от Кел, изд. „Бард“ (2001), прев. Крум Бъчваров, ISBN 954-585-199-6

#### Други книги, свързани с „Белгариад“ и „Малореан“
1. The Rivan Codex (Ривански сборник) – с Лий Едингс (1998)

### Цикъл „Еления“ (The Elenium)
1. The Diamond Throne (1989), Диамантеният трон, изд. „Мърлин Пъбликейшънс“ (1998), прев. Светлана Комогорова – Комо, ISBN 954-714-012-4
2. The Ruby Knight (1990)
3. The Sapphire Rose (1991)

### Цикъл „Тамули“ (The Tamuli)
1. Domes of Fire (1992)
2. The Shining Ones (1993)
3. The Hidden City (1994)

### Цикъл „Мечтателите“ (The Dreamers)
1. The Elder Gods (2003)
2. The Treasured One (2005)
3. The Crystal Gorge (2005)
4. The Younger Gods (2006)

### Романи
- The Redemption of Althalus – с Лий Едингс
Изкуплението на Алтал, изд. „Бард“ (2002), прев. Венелин Мечков, ISBN 954-585-316-6
- High Hunt (1973)
- The Losers (1992)
- Regina's Song (& Лий Едингс) (2000)